# Calle del Progreso
La calle del Progreso es una vía pública de la ciudad española de Segovia.

## Descripción
La vía, que debe el título a una antigua fábrica de harinas que había en la zona, nace de la calle de San Vicente el Real y discurre entre el río Eresma y el río Ciguiñuela. Aparece descrita en Las calles de Segovia (1918) de Mariano Sáez y Romero con las siguientes palabras:

Progreso.—Calle, y mejor camino, que desde la carretera o calle de San Vicente, se dirige a la de los Molinos. Atraviesa esta calle el Eresma por un pequeño pontón o paso, sólo para el servicio de una fábrica de harinas, grande y de moderna construcción y llamada «El Progreso», que se indenció hace ya unos años, sin haberla restaurado. El título de la fábrica ha servido para el de la calle, que, como muchas de este barrio de San Lorenzo, está rodeada de huertas y algún molino.
(Sáez y Romero, 1918, p. 134)